# Maurice Dubois

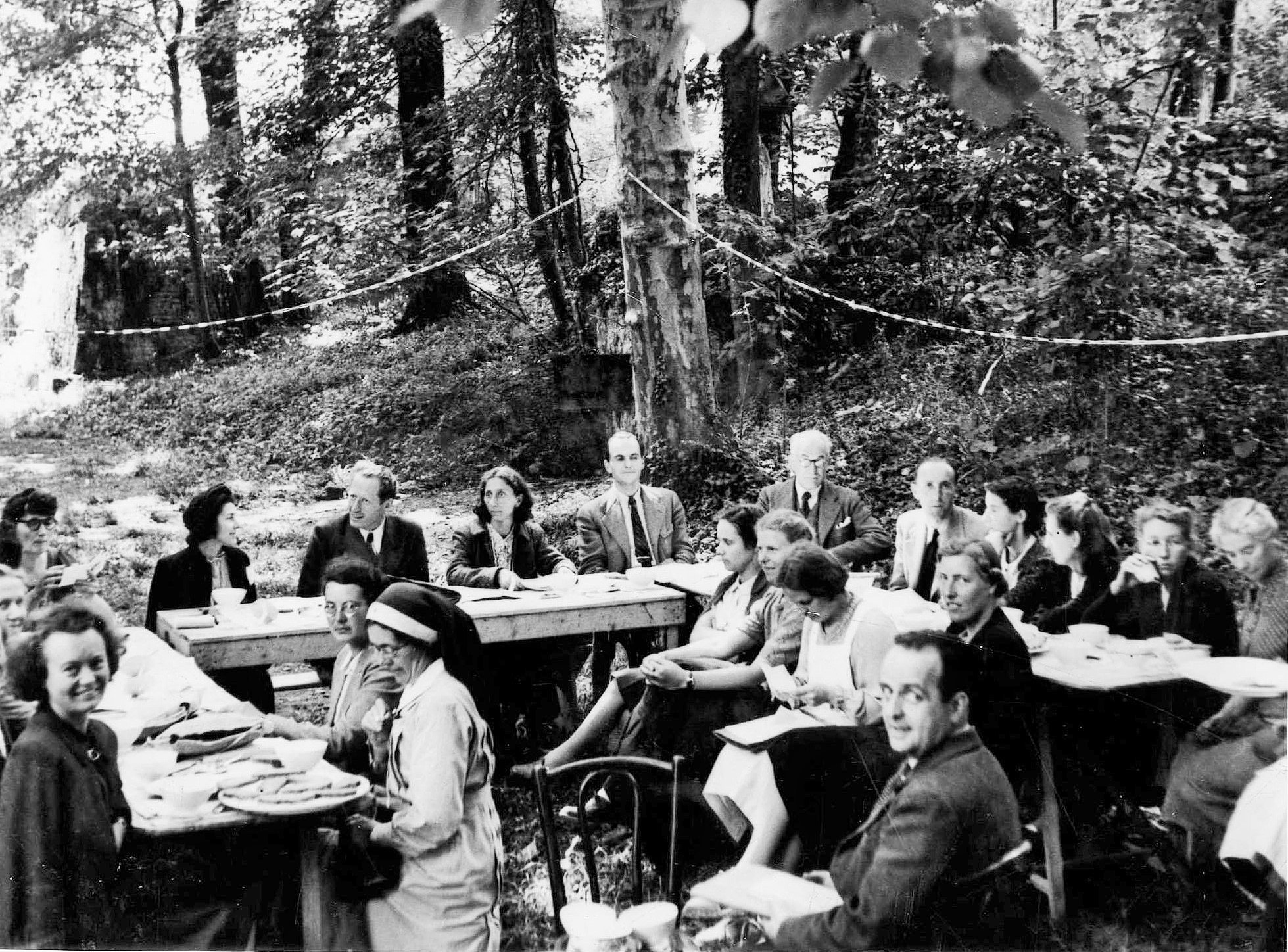
Maurice und Ellenor Dubois (Tisch im Hintergrund, 2. und 3. von links), SRK-Mitarbeiter Treffen in Montluel, Juni 1942

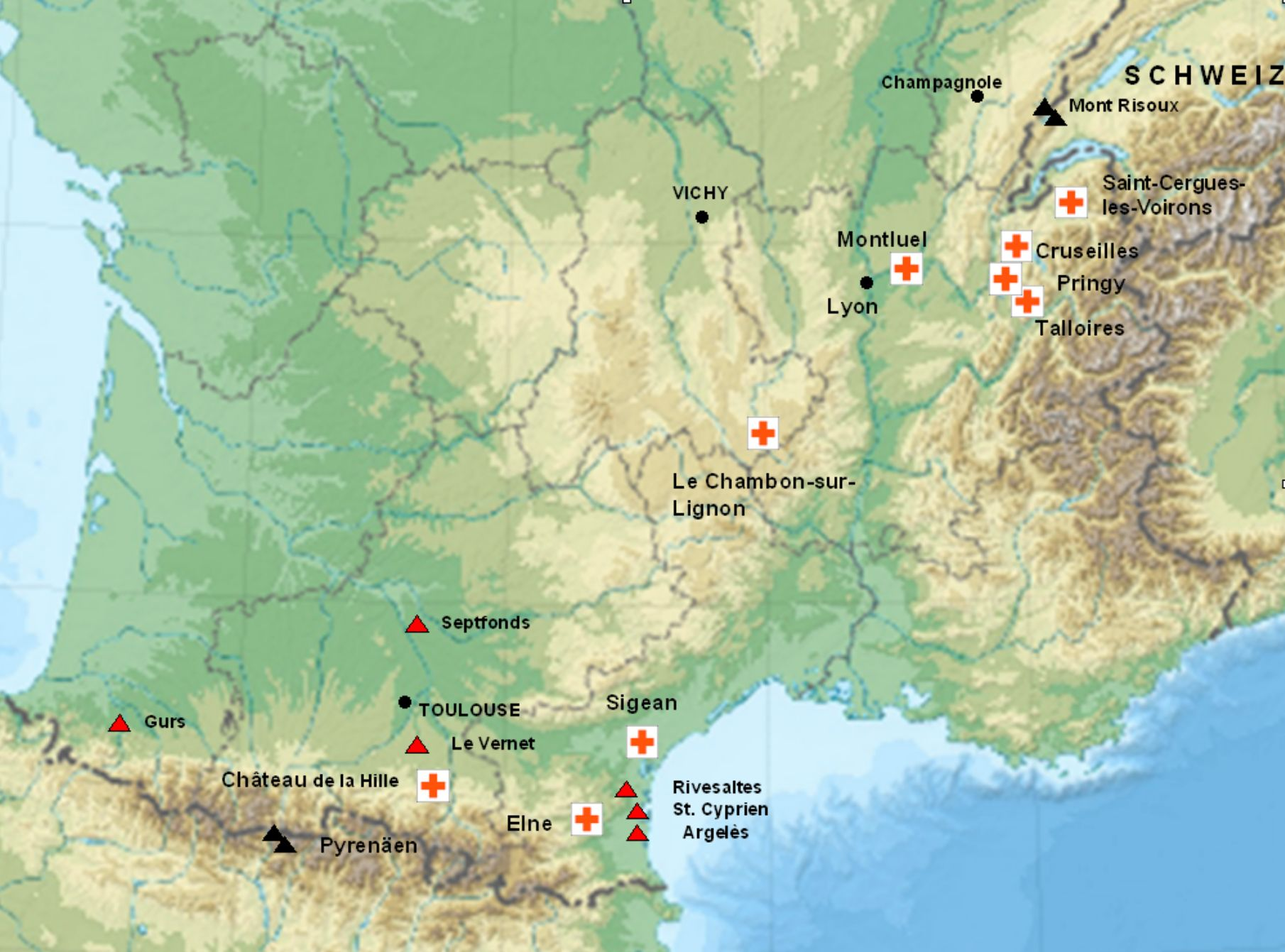
Standorte Internierungslager, Maternité, SAK/SRK-Kolonien (Auswahl)

Maurice Dubois (* 17. Juli 1905 in Biel/Bienne; † 6. Dezember 1997 Le Locle) war Schweizer Delegationsleiter der Kinderhilfe des Schweizerischen Roten Kreuzes in Südfrankreich sowie Delegierter der Schweizer Spende in Frankreich.

## Leben
Maurice Dubois wuchs als Sohn eines Uhrmachers in Le Locle auf, wo er eine Kürschnerlehre absolvierte. Er war Quäker und Mitglied des Freiwilligen Internationalen Zivildienstes.
In den Jahren 1937 bis 1939 engagierte er sich für die Schweizerische Arbeitsgemeinschaft für Spanienkinder (SAS) («Ayuda Suiza») im Spanischen Bürgerkrieg. Aufgrund seiner dortigen Erfahrungen baute er zusammen mit seiner Frau, der Amerikanerin Ellenor Imbelli, für die Schweizerischen Arbeitsgemeinschaft für kriegsgeschädigte Kinder (SAK) (ab 1942 Kinderhilfe des Schweizerischen Roten Kreuzes) in Toulouse die Zentrale der Kinderhilfe in der unbesetzten Südzone auf, die er von 1940 bis 1943 führte. 1944–1948 war er als Delegierter der Schweizer Spende in Frankreich.
1948–1952 leitete er ein Kinderheim für Kinder aus Konzentrationslagern in Adelboden und von 1952 bis 1970 das Waisenhaus Foyer d’enfants (heute: Centre pédagogique Les Billodes) in Le Locle.

## Tätigkeit für die Kinderhilfe

Frankreich während der deutschen Besatzungszeit von 1940 bis 1944

Nach der Niederlage der Republikaner gegen die Franco-Truppen begann im Februar 1939 der Exodus (Retirada) von über 450.000 Flüchtlingen des Spanischen Bürgerkrieges nach Frankreich. In den rund 100 französischen Internierungslagern wie Argelès-sur-Mer, Rivesaltes, Saint-Cyprien und Septfonds lebten Zehntausende unter unvorstellbaren Bedingungen, darunter auch schwangere Frauen, deren Kinder kaum Überlebenschancen hatten. Mit dem Westfeldzug im Mai 1940 und der Besetzung Nordfrankreichs durch die Wehrmacht flüchteten Hunderttausende in das unbesetzte Frankreich. In den Internierungslagern wurden Strafgefangene, unerwünschte Ausländer, "Zigeuner" aus dem Elsass und jüdische Familien aus der Nordzone, Belgien und Deutschland untergebracht.
Dubois half für die SAK (1940–1941) und die SRK Kinderhilfe (ab 1942) in der unbesetzten Zone Südfrankreichs ein Netzwerk von Kolonien mit zehn Kinderheimen, zwei Säuglingsheimen (Pouponnière) und einem Entbindungsheim, wo Schwangere und Kinder aus den Internierungslagern sowie Kinder, die vor den Nationalsozialisten geflüchtet waren, untergebracht wurden, zu betreiben:
- Le Chambon-sur-Lignon
- Saint-Cergues (Les Feux follets)
- Château de la Hille
- Pringy (Haute-Savoie)
- Cruseilles (Château des Avenières)
- Le Lac in Hameau-du-Lac bei Sigean
- Montluel (Château de Bellevue)
- Säuglings- und Kleinkinderheim in Banyuls-sur-Mer
- Entbindungsheim Maternité suisse d’Elne[1]

Er war mit seiner Delegation für die rund 40 Mitarbeiter der Heime verantwortlich und für die Schweizer Krankenschwestern, die in den Internierungslagern Gurs und Rivesaltes Hilfe leisteten und Schweizer Kantinen betrieben sowie für die Logistik der Hilfsgüterverteilung.

### Kolonie Château de la Hille
Im Sommer 1942 bewilligte das Vichy-Regime auf Verlangen Nazideutschlands die Deportation von 10.000 ausländischen Juden und startete damit die Deportationen aus der Südzone. Am 26. August 1942 wurden 45 über 16-jährige jüdische Jugendliche und Angestellte von La Hille (sowie einige aus Saint-Cergues les Voirons) von der französischen Polizei ins Internierungslager Le Vernet gebracht, von wo sie deportiert werden sollten. Maurice Dubois konnte bei der Regierung in Vichy mit Hilfe der Schweizer Gesandtschaft die Einwilligung des Generalsekretärs der Polizei des Vichy-Regimes René Bousquet erwirken, dass alle verhafteten Personen wieder nach La Hille (und Saint-Cergues les Voirons) zurückkehren durften.

## Ehrungen
- 1985 wird er Gerechter unter den Völkern (Yad Vashem) für die Rettung der Kinder der Kolonie la Hille vor der Deportation.[3]

- 2012 Ausstellung in der Bibliothek von La Chaux-de-fonds: Maurice Dubois une vie d’engagement[4].

## Dokumentation
- Neus Viala (Regie): Un îlot dans la tempête (Eine Insel im Sturm) Auszug aus dem Dokumentarfilm von Cultures et Communication, 52 Min., 2005.